# Stanisław Głazek
Stanisław Głazek (10 lutego 1908 w Częstochowie – 17 listopada 1941 w Kielcach), zoolog, ojciec Jerzego Głazka (geologa) i Kazimierza Głazka (matematyka i alpinisty).
Naukę rozpoczął w częstochowskiej szkole, następnie przeniósł się do Kielc. Uczęszczał do Gimnazjum Matematyczno-Przyrodniczego im. Jana Śniadeckiego, które ukończył uzyskując maturę w roku 1929.
W latach 1929 – 1931 odbywał służbę wojskową w Szkole Podchorążych Piechoty w Nisku.

Po odbyciu służby wojskowej rozpoczął studia zoologiczne na Uniwersytecie Jagiellońskim. Tam też był aktywistą w Kole przyrodników, organizując "wypady" w Góry Świętokrzyskie, gdzie zbierał okazy do swoich zbiorów z zakresu botaniki, zoologii i geologii.

## Działalność naukowa
W roku 1933 rozpoczął pracę w Państwowym Muzeum Zoologicznym, gdzie do jego obowiązków należała piecza nad zbiorami chrząszczy.

Od roku 1937 był współpracownikiem m.in. Jana Czarnockiego, Albina Fleszara w Państwowym Instytucie Geologicznym.
Pozostawił po sobie dużą kolekcję chrząszczy z rejonu Kielc i Gór Świętokrzyskich.
Był autorem bibliografii fizjograficznej Gór Świętokrzyskich. Obejmowała ona botanikę, geografię, geologię i zoologię. Bibliografia ta została zniszczona podczas drukowania w wyniku wrześniowych działań wojennych. Została odtworzona, a braki uzupełnione, przez jego żonę Marię z Doborzyńskich. Obecnie znajduje się w Bibliotece Kieleckiego Towarzystwa Naukowego.
Okres II wojny światowej, po wyjściu z Warszawy na tzw. apel pułkownika Umiastowskiego i powrocie pieszo zza Buga jesienią 1939, spędził w Kielcach, gdzie zmarł na gruźlicę. Pochowany został na cmentarzu Starym w Kielcach.